# Poziomka wysoka
Poziomka wysoka (Fragaria moschata) – gatunek rośliny z rodziny różowatych. Rośnie jako gatunek rodzimy w południowej, wschodniej i środkowej Europie oraz w zachodniej Azji na obszarze od Francji po Kaukaz i środkową Syberię. W północnej Europie rośnie jako gatunek introdukowany. W Polsce jest spotykana niemal w całym kraju, ale znacznie rzadsza od poziomki pospolitej, jest bardzo rzadka na północnym wschodzie i południowym wschodzie.

## Morfologia

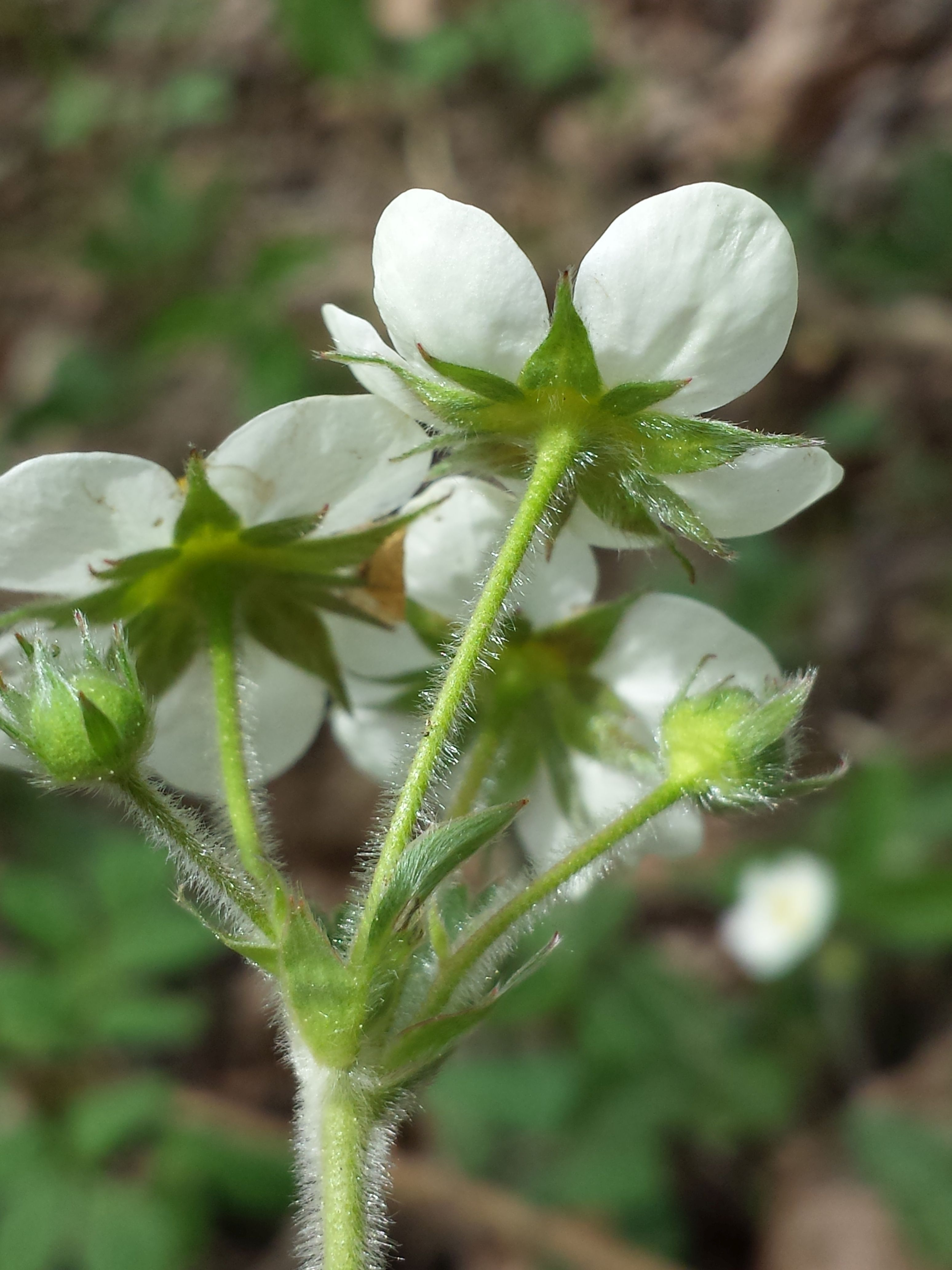
Odstająco owłosione szypułki

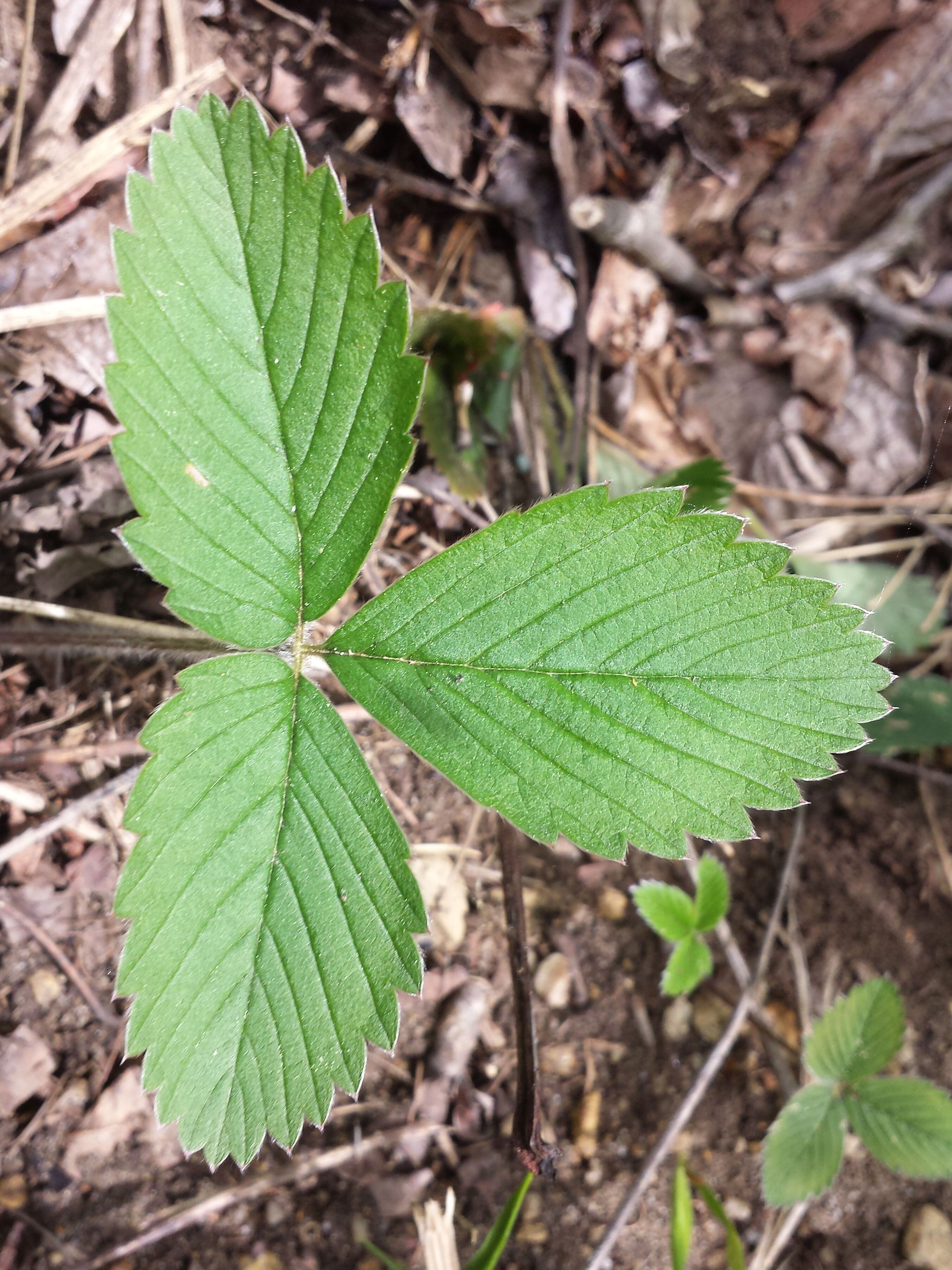
Listki na krótkich ogonkach

PokrójWysokość 10–30 cm. Łodyga cienka, obła i odstająco owłosiona, znaczne dłuższa od liści, górą rozgałęziona i zakończona kwiatami. Wytwarza krótkie i monopodialne rozłogi, czasami ich brak.
LiścieDługoogonkowe i trójlistkowe, przy czym wszystkie listki osadzone są na krótkich ogonkach.
KwiatyNa łodygach wyrasta zwykle od 3 do 10 kwiatków białych, niekiedy nieco żółtawych, pięciopłatkowych. Kwiatostany są zwykle wyraźnie dłuższe od liści z szypułkami kwiatowymi z poziomo odstającymi włoskami. Kielich na owocu odstający lub odgięty. Płatki dłuższe od działek, zwykle niestykające się brzegami.
OwocOwoce pozorne owalne bardzo podobne do owoców poziomki pospolitej, lecz koloru ciemnoczerwonego. Owoce smaczne, słodkawo pachnące.
Gatunki podobneOba pozostałe gatunki dziko rosnących poziomek w Europie Środkowej, poziomka pospolita F. vesca i twardawa F. viridis, różnią się kwiatostanem nie przewyższającym wyraźnie liści, szypułkami kwiatowymi z włoskami przynajmniej częściowo przylegającymi i wszystkimi listkami siedzącymi.

## Biologia i ekologia
Bylina, hemikryptofit. Występuje często w wilgotnych lasach liściastych i zaroślach oraz na ich skrajach. Preferuje umiarkowany cień, umiarkowanie ciepłe warunki klimatyczne, gleby świeże, wilgotne, obojętne. Kwitnie od maja do czerwca. Kwiaty zapylane są przez owady. Nasiona rozsiewane przez zwierzęta lub ludzi (endochoria).

## Zmienność
Tworzy mieszańce z poziomką pospolitą (F. x hagenbachiana Lang et Koch) oraz poziomką twardawą. 

## Zastosowanie
- Kulinaria: Owoce o średnicy 1–2 cm są jadalne, mniej smaczne od p. pospolitej. Osiągają najlepszy smak dopiero w pełni dojrzałości. Zawierają cukry, białko, tłuszcze, wartościowe kwasy organiczne, węglowodany, błonnik oraz bardzo dużo witaminy C, a także witaminy A, B1, B2, B6, E, H, PP i sole mineralne: wapnia, fosforu, kobaltu, zwłaszcza zaś żelaza i siarki oraz kwas cytrynowy, jabłkowy, winowy, szczawiowy, chinowy i w małych ilościach kwas salicylowy[6]. Ze środowiska naturalnego są obecnie rzadko zbierane, ze względu na rzadkość występowania oraz znacznie mniejszą wydajność, niż mają poziomki pochodzące z uprawy. We współczesnej fitoterapii zastosowanie lecznicze znajdują liście poziomek gdyż zawierają one więcej składników leczniczych niż owoce.
- Roślina lecznicza:
  - Surowiec zielarski: młode liście poziomki wysokiej Folium Fragariae. Zawierają liczne związki lecznicze: garbniki, flawonoidy, kwasy organiczne, olejki eteryczne, witaminy i inne substancje.
  - Działanie: przetwory z liści poziomki wysokiej działają ściągająco, przeciwbiegunkowo, bakteriostatycznie, ogólnie wzmacniają organizm oraz słabo moczopędne wydalając z organizmu szkodliwe produkty przemiany materii, w tym także jony sodu i chlorków. Stosuje się przy niektórych schorzeniach żołądkowych związanych z zapaleniem błony śluzowej żołądka, hemoroidach. Polecane są przy leczeniu zaburzeń przemiany materii, kamicy nerkowej a dzięki flawonoidom podtrzymują elastyczność naczyń włosowatych układu krążenia[6].